# Debora (Genesi)
Debora (in ebraico דְּבוֹרָה‎?, Deborah) appare nella Bibbia ebraica, come la nutrice di Rebecca (Genesi 35: 8). Viene menzionata per la prima volta per nome nella Torah quando muore in un luogo chiamato Alon Bachot (אלון בכות), "Albero del pianto" (Genesi 35:8), e viene sepolta da Giacobbe, che sta tornando con la sua numerosa famiglia a Canaan.
Secondo Rashi, Debora fu mandata da Labano a prendersi cura di sua sorella Rebecca quando quest'ultima andò a sposare Isacco (Genesi 24:59). Dopo che il figlio di Rebecca, era stato lontano da casa per 22 anni, Rebecca inviò la sua fedele nutrice per dire a Giacobbe che era sicuro per lui tornare a casa. L'anziana donna ha consegnato il suo messaggio ed è morta durante il viaggio di ritorno.